# Nenê

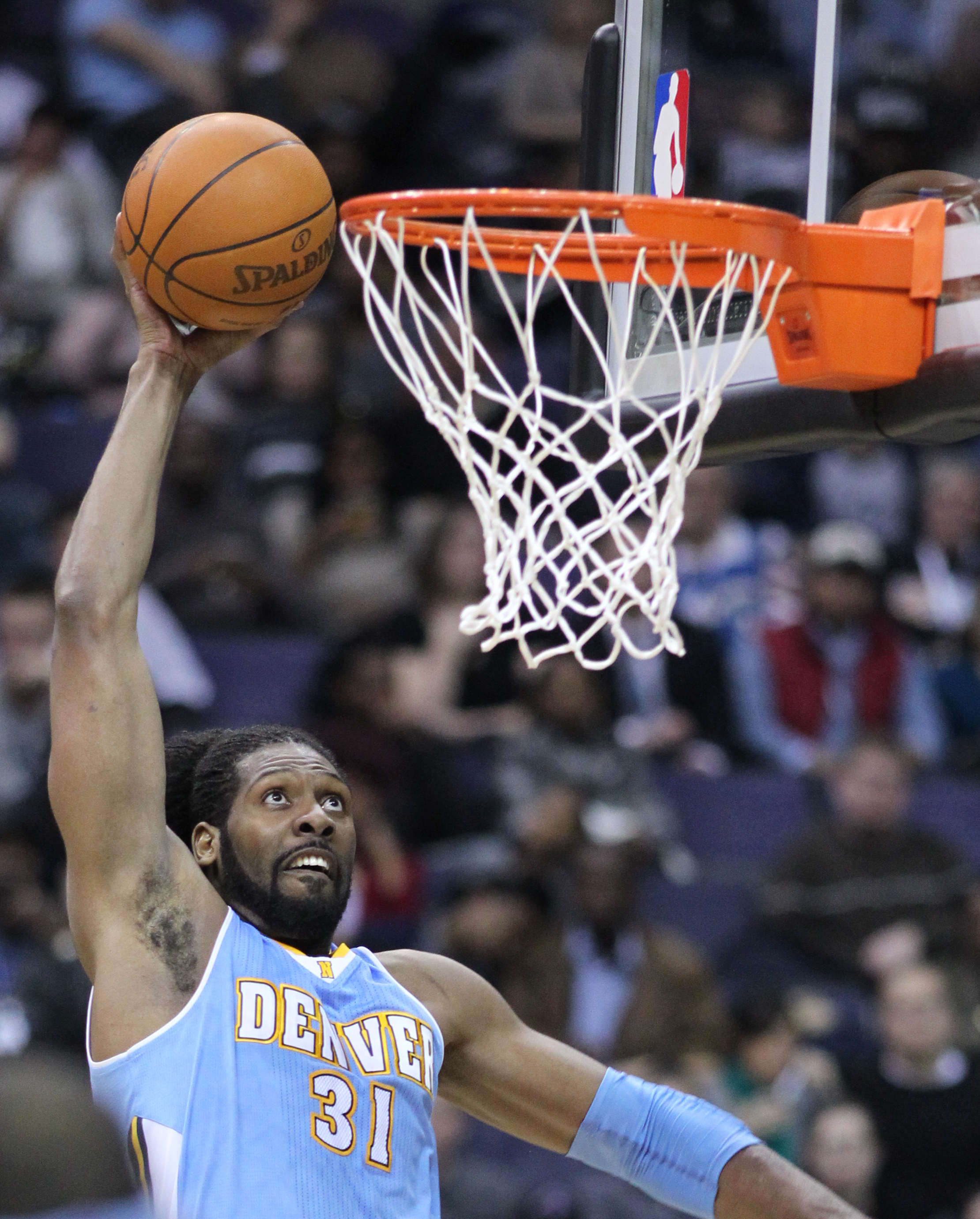
Nenê v dresu Denveru smečuje míč do koše

Nenê (* 13. září 1982 São Carlos), rodným jménem Maybyner Rodney Hilário, je brazilský profesionální basketbalista. V současnosti hraje v zámořské NBA za tým Houston Rockets. Je členem kádru reprezentace Brazílie. Je vysoký 211 cm a váží 113 kg. Hraje na pozici 5.

## Začátky kariéry
Nenê se narodil 13. září 1982 v brazilském letovisku São Carlos u pobřeží Atlantiku. Od malička byl sportovně nadaný. Stejně jako jeho starší bratr se věnoval fotbalu, jako většina Brazilců. Záhy ale během roku vyrostl do dvoumetrové výšky a usoudil, že lepší budoucnost jej čeká pod vysokými koši. Nenê debutoval v nejvyšší brazilské lize (NBB) už v 17 letech. Od malička byl všude nejmladší, proto dostal přezdívku Nenê, což je něco jako mimino.

## Profesionální kariéra
Po hrách dobré naděje v roce 2001 v brazilském dresu odešel z klubu Vasco De Gama na draft NBA v roce 2002 v Chicagu. Tam si ho jako sedmého celkově vybrali New York Knicks, ale okamžitě ho vytrejdovali do Denveru Nuggets. Nenê se stal prvním Brazilcem v historii, který byl draftován v 1. kole draftu. Ve své první sezoně v NBA byl díky výborným průměrům (přes 10 bodů na zápas) nominován do týmu nováčků (NBA All-Rookie Team) a ukončil ji jako hráč základní pětky. V další sezoně utrpěl hned v prvním zápase proti San Antoniu těžké zranění kolene. V sezoně tak odehrál jen 2 zápasy. V té další vedl NBA v úspěšnosti střelby z pole (téměř 62 %)
V roce 2011 podepsal s Nuggets kontrakt na 5 let za 67 milionů dolarů. Ovšem 15. března 2012 byl vyměněn do Washington Wizards poté, co jeho pozici v týmu přebral mladý Kenneth Faried. Stal se součástí trejdu mezi Wizards, Nuggets a Los Angeles Clippers. Místo něj přišel do týmu JaVale McGee. V týmu Wizards hrál prvního centra až do konce loňské sezony, kdy mu pozici přebral polský pivot Marcin Gortat.

## Hráčský profil
Nenê je pivot s velkou stabilitou. Ustojí mnoho soubojů, je výborný na doskoku a má atletické dispozice. Často je mu vyčítána slabší obrana v osobních systémech.

## Národní tým
Nenê se poprvé představil v dresu své země v roce 2001 na hrách dobré naděje v Brisbane a vybojoval bronz. Ve stejném roce i stříbro na americkém šampionátu. Pak na dlouhá léta zmizel z národního týmu. V roce 2007 hrál na FIBA Americas a vybojoval další bronz. Hrál také na olympijských hrách v Londýně 2012 a MS 2014 ve Španělsku.

## Osobní život
Nenê se na svatého Valentýna 14. února 2009 oženil se svou přítelkyní Lauren Prothe. Sám říká, že je křesťanem a po skončení kariéry basketbalisty se bude věnovat křesťanským aktivitám a návštěvám kostelů doma v Brazílii.

## Změna jména
Do Ameriky přišel jako Nenê Hilário, ale v roce 2008 si nechal oficiálně změnit svoje jméno pouze na Nenê. V oficiálních statistikách federace FIBA je ovšem stále veden jako Nenê Hilário.